# Fuerzas Armadas de Libia
Las Fuerzas Armadas de Libia (en árabe: القوات المسلحة الليبية) (transliterado: Quwat al-Musallaḥa Lībiyya) son la organización estatal responsable de la defensa militar de la nación de Libia, incluidas las fuerzas terrestres, aéreas y navales libias.
El Real Ejército Libio fue creado durante la monarquía libia del Rey Idrís I de Libia y fue entrenado por el Reino Unido y los Estados Unidos.
Desde que el dictador Muammar el Gadafi, llegó al poder en 1969, la nación de Libia recibió asistencia militar de la Unión Soviética.
El ejército libio luchó en varias guerras, incluida la guerra entre Libia y Egipto (1977) y el conflicto entre Chad y Libia (1978-1987).
Tras los primeros días de la Guerra de Libia de 2011 y después de un levantamiento popular y una posterior guerra civil contra el régimen de Muammar el Gadafi, por parte de las fuerzas rebeldes anti-gadafistas, las fuerzas armadas libias están bajo el control del Gobierno de Libia, y su sede central está situada en la ciudad de Trípoli.
Las Fuerzas Armadas de Libia están integradas por el Ejército Libio, la Fuerza Aérea Libia y la Armada de Libia, estas fuerzas tienen varias armas; tales como rifles, buques de guerra, cazas de combate, cañones antiaéreos y tanques.

## Armada de Libia
La Armada de Libia es la fuerza naval de las Fuerzas Armadas de Libia, fue establecida en noviembre de 1962. Se trata de una fuerza naval con embarcaciones dedicadas principalmente al patrullaje marino, actualmente tiene una pequeña capacidad de autodefensa, porque su arsenal es muy limitado. La Armada históricamente ha dependido de recursos externos para adquirir su equipamiento, piezas de repuesto y capacitación. El primer buque de guerra fue entregado en 1966. Inicialmente, sus tropas se limitaron a buques pequeños, pero esto cambió después de la llegada al poder del coronel Muamar El Gadafi en 1969. A partir de entonces, Libia comenzó a armarse con embarcaciones procedentes del Bloque del Este y la antigua Unión Soviética. Las fuerzas de policía, aduanas y policía portuaria, se fusionaron con la Armada en 1970.

## Fuerza Aérea Libia
En mayo de 1967, el Reino de Libia, llegó a un acuerdo con el Gobierno federal de los Estados Unidos, para equipar con 10 cazas de combate Northrop F-5, a la Real Fuerza Aérea de Libia.
La Fuerza Aérea Libia es la fuerza aérea de las Fuerzas Armadas de Libia, encargada de la defensa y la seguridad del espacio aéreo de Libia. En marzo de 2011, tenía una plantilla de 22.000 soldados, repartidos en trece bases aéreas militares en Libia.

## Ejército Libio
Cuando el Reino de Libia se independizó en 1951, los miembros del Ejército eran seguidores de la tariqa religiosa sanusí, siendo mayoría, y formando el núcleo del Ejército Real de Libia. Aunque el Ejército libio tenía una gran cantidad de equipo adquirido la mayor parte procedente de la antigua Unión Soviética, en los años 70 y 80, este equipo era ya en gran medida obsoleto. Un alto porcentaje de restos almacenados, y una gran cantidad de equipo, ha sido vendido a varios países africanos. Al comienzo de la Guerra de Libia de 2011, el Ejército de Libia sufrió deserciones, ya que muchos soldados eran contrarios al Líder supremo Muamar El-Gadafi y a su Gobierno, y decidieron luchar contra su líder, formaron junto con voluntarios civiles, el Ejército de Liberación Nacional de Libia. Después de las derrotas del ejército libio gadafista contra los rebeldes, estos tomaron Trípoli, la capital, derrocaron al dictador, y crearon un nuevo gobierno llamado Consejo Nacional de Transición. El Consejo tomó el control del Ejército Libio, los soldados dejaron de apoyar al expresidente Gadafi, a excepción de unos pocos, que desertaron del nuevo ejército de Libia y continuaron con la resistencia armada. El Ejército de Libia fue capaz de poner fin a la resistencia gadafista, a continuación, poner fin a la guerra civil, con la ejecución del expresidente libio Muamar El-Gadafi. Pero su muerte no puso fin a la violencia en Libia, ya que actualmente en Libia, el ejército, dirigido por el mariscal de campo Jalifa Hafter, sigue luchando, y se enfrenta a las incursiones internas causadas por viejos gadafistas no quieren reconocer al nuevo gobierno. También hay que decir que las milicias islamistas en la capital, Trípoli, están en guerra con el gobierno del mariscal de campo Hafter, este gobierno rebelde tiene su sede en la ciudad costera de Tobruk.